# Судилище (печерний храм)
Печерний храм «Судилище» — найбільший печерний храм Ескі-Кермена. Він ідентифікується як єпархіальний собор, який складається з чотирьох приміщень, розділених кам'яними колонами.